# Variimorda
Variimorda is een geslacht van kevers uit de familie spartelkevers (Mordellidae).
Het geslacht is voor het eerst wetenschappelijk beschreven in 1946 door Méquignon.

## Soorten
Het geslacht omvat de volgende soorten:
- Variimorda ainu (Nomura, 1958)
- Variimorda argyropleura (Franciscolo, 1942)
- Variimorda basalis (Costa, 1854)
- Variimorda briantea (Comolli, 1837)
- Variimorda caprai (Franciscolo, 1951)
- Variimorda fagniezi (Méquignon, 1946)
- Variimorda fagusai (Méquignon, 1946)
- Variimorda flavimana (Marseul, 1876)
- Variimorda hladili Horák, 1985
- Variimorda holzschuhi Horák, 1985
- Variimorda ihai Chûjô, 1959
- Variimorda inomatai Takakuwa, 1985
- Variimorda ishiharai Kiyoyama, 1994
- Variimorda krikkeni Batten, 1977
- Variimorda kurosawai Takakuwa, 2001
- Variimorda kuyrasha Nomura, 1962
- Variimorda mendax Méquignon, 1946
- Variimorda miyarabi Nomura, 1962
- Variimorda persica Horák, 1985
- Variimorda quomoi (Franciscolo, 1942)
- Variimorda ragusai (Emery, 1876)
- Variimorda shiyakei Horák, 1996
- Variimorda sinensis (Pic, 1917)
- Variimorda theryi (Méquignon, 1946)
- Variimorda truncatopyga (Pic, 1938)
- Variimorda villosa (Schrank, 1781)